# Élections législatives de 1967 dans la Drôme
Les élections législatives françaises de 1967 se déroulent les 5 et 12 mars 1967.  Dans le département de la Drôme, trois députés sont à élire dans le cadre de trois circonscriptions.

## Élus
| Circonscription | Député sortant       | Parti | Parti   | Député élu ou réélu  | Parti | Parti       |
| --------------- | -------------------- | ----- | ------- | -------------------- | ----- | ----------- |
| 1re             | Roger Ribadeau-Dumas |       | UNR-UDT | Roger Ribadeau-Dumas |       | UD-Ve       |
| 2e              | Maurice Pic          |       | SFIO    | Maurice Pic          |       | SFIO (FGDS) |
| 3e              | Pierre Didier        |       | UNR-UDT | Georges Fillioud     |       | CIR (FGDS)  |

## Résultats

### Résultats à l'échelle du département
| Parti          | Parti                                           | Premier tour | Premier tour | Second tour | Second tour | Sièges |
| Parti          | Parti                                           | Voix         | %            | Voix        | %           | Sièges |
| -------------- | ----------------------------------------------- | ------------ | ------------ | ----------- | ----------- | ------ |
|                | Union des démocrates pour la Ve République      | 50 707       | 33,13        | 70 657      | 46,39       | 1      |
|                | Union des républicains de progrès               | 50 707       | 33,13        | 70 657      | 46,39       | 1      |
|                |                                                 |              |              |             |             |        |
|                | Section française de l'Internationale ouvrière  | 20 069       | 13,11        | 29 130      | 19,13       | 1      |
|                | Convention des institutions républicaines       | 10 691       | 6,99         | 26 215      | 17,21       | 1      |
|                | Parti radical                                   | 7 741        | 5,06         | Retrait     | Retrait     | 0      |
|                | Fédération de la gauche démocrate et socialiste | 38 501       | 25,16        | 55 345      | 36,34       | 2      |
|                |                                                 |              |              |             |             |        |
|                | Parti communiste français                       | 32 823       | 21,45        | 26 311      | 17,27       | 0      |
|                | Progrès et démocratie moderne                   | 24 463       | 15,98        | Retrait     | Retrait     | 0      |
|                | Parti socialiste unifié                         | 6 557        | 4,28         |             |             | 0      |
|                |                                                 |              |              |             |             |        |
| Inscrits       | Inscrits                                        | 196 420      | 100,00       | 196 409     | 100,00      | 3      |
| Abstentions    | Abstentions                                     | 40 579       | 20,66        | 38 876      | 19,79       |        |
| Votants        | Votants                                         | 155 841      | 79,34        | 157 533     | 80,21       |        |
| Blancs et nuls | Blancs et nuls                                  | 2 790        | 1,79         | 5 220       | 3,31        |        |
| Exprimés       | Exprimés                                        | 153 051      | 98,21        | 152 313     | 96,69       |        |

### Résultats par circonscription

#### Première circonscription (Valence - Die)
| Candidat       | Candidat                           | Parti          | Premier tour | Premier tour | Second tour | Second tour |  |
| Candidat       | Candidat                           | Parti          | Voix         | %            | Voix        | %           |  |
| -------------- | ---------------------------------- | -------------- | ------------ | ------------ | ----------- | ----------- |  |
|                | Roger Ribadeau-Dumas sortant réélu | UD-Ve          | 16 851       | 31,34        | 26 752      | 50,42       |  |
|                | Gabriel Coullaud                   | PCF            | 13 343       | 24,82        | 26 311      | 49,58       |  |
|                | Maurice-René Simonnet              | CD (PDM)       | 9 273        | 17,25        | Retrait     | Retrait     |  |
|                | Jean Perdrix                       | Radical (FGDS) | 7 741        | 14,4         | Retrait     | Retrait     |  |
|                | Gilles Martinet                    | PSU            | 6 557        | 12,2         |             |             |  |
|                |                                    |                |              |              |             |             |  |
| Inscrits       | Inscrits                           | Inscrits       | 70 292       | 100,00       | 70 292      | 100,00      |  |
| Abstentions    | Abstentions                        | Abstentions    | 15 471       | 22,01        | 14 501      | 20,63       |  |
| Votants        | Votants                            | Votants        | 54 821       | 77,99        | 55 791      | 79,37       |  |
| Blancs et nuls | Blancs et nuls                     | Blancs et nuls | 1 056        | 1,93         | 2 728       | 4,89        |  |
| Exprimés       | Exprimés                           | Exprimés       | 53 765       | 98,07        | 53 063      | 95,11       |  |

#### Deuxième circonscription (Montélimar - Nyons)
| Candidat       | Candidat                  | Parti          | Premier tour | Premier tour | Second tour | Second tour |  |
| Candidat       | Candidat                  | Parti          | Voix         | %            | Voix        | %           |  |
| -------------- | ------------------------- | -------------- | ------------ | ------------ | ----------- | ----------- |  |
|                | Maurice Pic sortant réélu | SFIO (FGDS)    | 20 069       | 41,69        | 29 130      | 61,34       |  |
|                | Jean Escoffier            | UD-Ve          | 15 018       | 31,2         | 18 356      | 38,66       |  |
|                | Charles Monier            | PCF            | 8 714        | 18,1         | Retrait     | Retrait     |  |
|                | Roger Bontoux             | CD (PDM)       | 4 337        | 9,01         |             |             |  |
|                |                           |                |              |              |             |             |  |
| Inscrits       | Inscrits                  | Inscrits       | 59 794       | 100,00       | 59 789      | 100,00      |  |
| Abstentions    | Abstentions               | Abstentions    | 10 741       | 17,96        | 10 954      | 18,32       |  |
| Votants        | Votants                   | Votants        | 49 053       | 82,04        | 48 835      | 81,68       |  |
| Blancs et nuls | Blancs et nuls            | Blancs et nuls | 915          | 1,87         | 1 349       | 2,76        |  |
| Exprimés       | Exprimés                  | Exprimés       | 48 138       | 98,13        | 47 486      | 97,24       |  |

#### Troisième circonscription (Romans-sur-Isère)
| Candidat       | Candidat              | Parti          | Premier tour | Premier tour | Second tour | Second tour |  |
| Candidat       | Candidat              | Parti          | Voix         | %            | Voix        | %           |  |
| -------------- | --------------------- | -------------- | ------------ | ------------ | ----------- | ----------- |  |
|                | Pierre Didier sortant | UD-Ve          | 18 838       | 36,83        | 25 549      | 49,36       |  |
|                | Henri Durand          | CNIP (PDM)     | 10 853       | 21,22        | Retrait     | Retrait     |  |
|                | Maurice Michel        | PCF            | 10 766       | 21,05        | Retrait     | Retrait     |  |
|                | Georges Fillioud élu  | CIR (FGDS)     | 10 691       | 20,9         | 26 215      | 50,64       |  |
|                |                       |                |              |              |             |             |  |
| Inscrits       | Inscrits              | Inscrits       | 66 334       | 100,00       | 66 328      | 100,00      |  |
| Abstentions    | Abstentions           | Abstentions    | 14 367       | 21,66        | 13 421      | 20,23       |  |
| Votants        | Votants               | Votants        | 51 967       | 78,34        | 52 907      | 79,77       |  |
| Blancs et nuls | Blancs et nuls        | Blancs et nuls | 819          | 1,58         | 1 143       | 2,16        |  |
| Exprimés       | Exprimés              | Exprimés       | 51 148       | 98,42        | 51 764      | 97,84       |  |